# Nina Starr Braunwald
Nina Starr Braunwald (1928-1992) va ser una cirurgiana i investigadora mèdica toràcica estatunidenca que va ser de les primeres dones a realitzar una cirurgia a cor obert. També va ser la primera dona certificada per la Junta Americana de Cirurgia Toràcica i la primera elegida a l'Associació Americana de Cirurgia Toràcica. El 1960, als 32 anys, va dirigir l'equip operatiu dels Instituts Nacionals de Salut (NIH) dels Estats Units que va implantar el primer reeixit reemplaçament de la vàlvula cardíaca humana mitral artificial, que havia dissenyat i fabricat. Va morir l'agost del 1992 a Weston, Massachusetts, després d'una carrera que va incloure cites destacades a la NIH, la Universitat de Califòrnia, San Diego, la Harvard Medical School i el Brigham and Women's Hospital.

## Primers anys i educació
Nina Starr va néixer a Brooklyn, Nova York, el 1928. Braunwald va mostrar interessos científics primerencs quan als 14 anys es va convertir en membre de la Societat Americana de Microscopistes Aficionats. Va rebre el batxillerat i els títols de medicina de la Universitat de Nova York i, del 1952 al 1955, es va formar en cirurgia general al Bellevue Hospital de Nova York, va ser una de les primeres dones a fer-ho

## Carrera

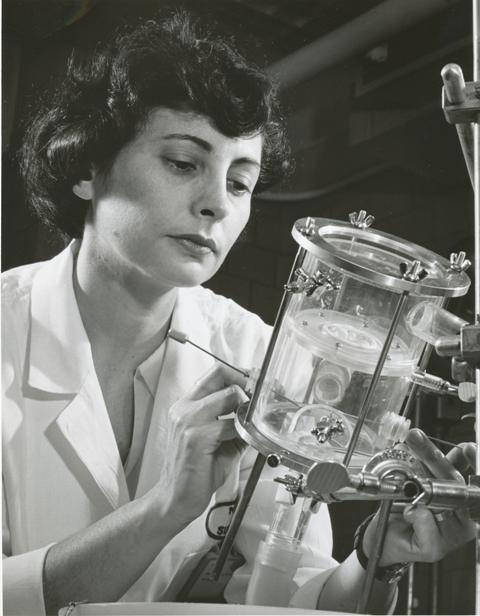
Starr Braunwald ajustant una cambra de proves que sosté una vàlvula cardíaca artificial.

Braunwald va completar la seva formació en cirurgia general a l'Hospital Universitari Georgetown de Washington, DC, amb una beca postdoctoral al laboratori quirúrgic de Charles A. Hufnagel, inventor de la primera vàlvula cardíaca artificial. Es va unir al NIH, National Heart Institute (ara Institut Nacional del Cor, el Pulmó i la Sang), a la propera Bethesda, Maryland, el 1958, sota la tutoria d’Andrew G. Morrow. Va ser cirurgiana del personal del National Heart Institute fins al 1965, i després va ser nomenada subdirectora de la clínica de cirurgia, càrrec que va ocupar fins al 1968.
Braunwald va dissenyar i fabricar una pròtesi experimental de vàlvula mitral artificial, implantant-la en gossos a la clínica quirúrgica del National Heart Institute el 1959. L'11 de març de 1960 va realitzar el primer implant humà amb èxit en una dona de 44 anys amb insuficiència mitral.
A continuació, va desenvolupar una vàlvula mecànica coberta de tela (la vàlvula Braunwald-Cutter), que es va implantar a milers de pacients a finals dels anys seixanta i principis dels setanta. Les seves altres contribucions significatives inclouen el desenvolupament de l'empelt aòrtic endentat (un empelt de teixit de la mateixa espècie, en aquest cas, teixit humà) per a la substitució de la vàlvula mitral, el tractament quirúrgic de la malaltia tromboembòlica crònica i tècniques pioneres per a l’ús de cultius de teixits per desincentivar la formació de coàguls quan s’utilitzin vàlvules protètiques i dispositius d’assistència circulatòria. Als anys seixanta, alguns articles de les revistes Life and Time la van descriure com una de les joves "impulsores i sacsejadores" dels Estats Units. El 1962, va rebre el premi Golden Plate Award de l'Acadèmia Americana d'Atenció.
Braunwald es va traslladar a la Universitat de Califòrnia de San Diego, juntament amb el seu marit, que va ser nomenat cap de medicina mentre que ella va ser nomenada professora associada de cirurgia. Mentre estava a la UC San Diego, Braunwald va establir un programa d’entrenament en cirurgia cardiotoràcica. Va seguir el seu marit una vegada més, el 1972, a la zona de Boston, on es va convertir en professora associada de cirurgia a la Harvard Medical School. Mentre era a Harvard, va ser cirurgià del personal de la divisió de cirurgia cardíaca i toràcica a l’Hospital Brigham and Women, cirurgià del personal de la divisió de cirurgia cardíaca del Boston Children's Hospital i consultora de la divisió de cirurgia cardíaca del Centre Mèdic d’Administració de Veterans West Roxbury.
Braunwald va publicar més de 110 articles revisats en revistes destacades com Circulation, The New England Journal of Medicine i Journal of Thoracic and Cardiovascular Surgery. El seu treball també va rebre atenció mediàtica i va tenir un impacte en la cirurgia cardíaca.
Després de la seva mort, la Fundació per a la Investigació i l’Educació de Cirurgia Toràcica va establir el premi Nina Starr Braunwald Research, per reconèixer el seu compromís amb el desenvolupament acadèmic precoç de les dones en cirurgia cardíaca. El premi inclou dos anys de finançament per a la investigació i s’atorga anualment a una cirurgià cardíaca acadèmica jove i prometedora. Aquesta fundació també ofereix la beca Nina Starr Braunwald Research per proporcionar salari i suport experimental directe a les dones en pràctiques quirúrgiques cardíaques que vulguin aprendre habilitats investigadores. De la mateixa manera, l'Associació de Dones Cirurgianes atorga anualment un premi Nina Starr Braunwald a una líder quirúrgica que ha demostrat un suport excepcional al paper de les dones en la cirurgia acadèmica.

## Vida personal
El 1952 es va casar amb Eugene Braunwald, company seu de classe a la universitat i a la facultat de medicina i també investigador cardiovascular, amb qui va tenir tres filles.